# 2455 Somville
2455 Somville (1950 TO4) là một tiểu hành tinh vành đai chính được phát hiện ngày 5 tháng 10 năm 1950 bởi S. Arend ở Uccle.